# تل بهرام گور خرامه
تل بهرام گور خرامه مربوط به دوران پیش از تاریخ ایران باستان - دوران‌های تاریخی پس از اسلام است و در خرامه، داخل شهر واقع شده و این اثر در تاریخ ۱۰ مهر ۱۳۸۰ با شمارهٔ ثبت ۴۱۲۹ به‌عنوان یکی از آثار ملی ایران به ثبت رسیده است.